# 로드레이서
《로드레이서》(Roadracers)는 미국에서 제작된 로버트 로드리게즈 감독의 1994년 액션, TV 드라마 영화이다. 엘 마리아치에 이은, 감독의 두 번째 성공작이다. 데이빗 아퀘트 등이 주연으로 출연하였고 루 아코프 등이 제작에 참여하였다.

## 출연

### 주연
- 데이빗 아퀘트
- 존 호키스
- 셀마 헤이엑

### 조연
- 제이슨 와일즈
- 윌리암 새들러
- 오닐 컴튼
- 크리스찬 클레마쉬
- 카렌 랜드리
- 랜스 르걸트
- 토미 닉스
- 보티 블리스
- 조니 레노
- 케빈 매카시

## 기타
- 공동제작: 르웰린 웰스
- 협력프로듀서: 에이미 그로맨 댄지거
- 미술: 캐슬린 M. 맥커닌
- 의상: 수잔 L. 버트램
- 배역: 줄리 엘터

## 홈 미디어
DVD 특별판은 2005년 12월 13일 출시 예정이었으나 알 수 없는 이유로 출시되지 않았다.
이후 에코 브리지 엔터테인먼트는 2012년 3월 20일 DVD로 로드레이서를 출시하였고, 2012년 4월 17일 블루레이 디스크로 출시하였다.